# بروس بوينو دي ميسكيتا
بروس بوينو دي ميسكيتا (بالإنجليزية: Bruce Bueno de Mesquita)‏ هو عالم سياسة أمريكي، ولد في 24 نوفمبر 1946.